# 금서성
금서성(金書省)은 태봉(泰封)의 중앙관서이다.

904년(효공왕 8) 궁예(弓裔)는 국호를 마진(摩震), 연호를 무태(武泰)라 하고 신라의 제도를 참작하여 관제를 제정했는데, 그 관제로 국무를 총괄하는 중앙최고기관인 광평성(廣評省)을 두었다.
그 아래 금서성·병부(兵部) 등 18개 관부(官府)를 두어 국무를 분장하게 하였으며, 정광(正匡)·원보(元輔) 등 9관등을 두었다.

금서성은 고려 태조 원년의 백서성(白書省) 및 국초의 내서성(內書省)으로 이어지며, 그 뒤에 도서(圖書)와 축문 등을 담당했다는 비서성(祕書省)·전교시(典校寺)와 연결되는 것으로, 학문적인 관부로 추측된다.

참고 문헌 삼국사기(三國史記)